# 爆旋陀螺 鋼鐵戰魂 Zero-G角色列表

戰鬥陀螺 鋼鐵奇兵角色列表「戰鬥陀螺 鋼鐵奇兵」及動畫版登場人物之敘述。部分中文譯名只是暫定。

## 天龍次世代陀螺科技研究所
大空廣（{{lang|ja|おおぞら ヒロ}）
聲優：水島大宙（日）；梁興昌（台）；陳凱婷（港）
13歲，非常喜歡特攝英雄的御宅族少年，特別憧憬從前很受歡迎的「宇宙英雄」。
因為擁有打機練回來的反射神經而被宇宙英雄選中，但他擁有的似乎是預知未來的能力。
有一個弟弟。
實力十分強，起初是一個完全不懂陀螺的熱血笨蛋，但體內潛伏着有一種深不可測的陀螺力量。
於爆炎篇第21集可以跟石像魔鬼珀耳修斯互相融合力量。
雙親是「天龍次世代陀螺科技研究所」的研究員，所以經常不在家。
陀螺：弓兵石像鬼SA165WSF